# Ngulchu Yangchen Drubpai Dorje
| Tibetische Bezeichnung                                        |
| ------------------------------------------------------------- |
| Tibetische Schrift: དངུལ་ཆུ་དབྱངས་ཅན་གྲུབ་པའི་རྡོ་རྗེ་                  |
| Wylie-Transliteration: dngul chu dbyangs can grub pai rdo rje |
| Chinesische Bezeichnung                                       |
| Vereinfacht: 恩久•央金珠白多吉                                |
| Pinyin:Enjiu Yangjin Zhubai Duoji                             |

Ngulchu Yangchen Drupai Dorje (geb. 1809; gest. 1887) war ein Gelehrter aus der Gelug-Schule des tibetischen Buddhismus. Er ist der Verfasser berühmter Werke zur Grammatik des Tibetischen.
Er war direkter Schüler seines Onkels Ngulchu Dharmabhadra (dngul chu d+harma b+ha dra; 1772–1851)), der wiederum ein direkter Schüler des Situ Penchen Chökyi Chungne (tib.: si tu paN chen chos kyi 'byung gnas; 1700–1774) war, des 8. Situ Rinpoche der Karma-Kagyü-Schule des tibetischen Buddhismus. Er und sein Onkel (der Autor der Worte des Situ (si tu’i zhal lung) führten die Linie der grammatikalischen Tradition der Situ Rinpoches fort. Er schrieb verschiedene wichtige grammatikalische Werke
Sein Lekshey Jonwang  (legs bshad ljon dbang) bzw. Wünscheerfüllender Baum: Die Essenz von Thönmis Meisterwerk Dreißig Verse (tib. sum cu pa) ist eines der populärsten Werke zur tibetischen Grammatik.

## Werke
- thon mi'i legs bshad sum chu pa'i snying po ljon pa'i dbang po ཐོན་མིའི་ལེགས་བཤད་སུམ་ཆུ་པའི་སྙིང་པོ་ལྗོན་པའི་དབང་པོ་ ;  Abk. ལྗོན་པའི་དབང་པོ  / ljon pa'i dbang po / jönpé wangpo
- Kaned Salwai Melong (རིག་གཞུང་ཕྱོགས་བསྒྲིགས ; dka' gndad gsal ba'i me long) Kommentar von Bikshu Kachen Pema, mit dem Titel Riglam Serge Dhemig (dka' gndad gsal ba'i me long) von Yangchen Drubpai Dorje & Bikshu Kachen Pema